# 1 Flota Powietrzna (III Rzesza)
1 Flota Powietrzna (niem. Luftflotte 1) – związek operacyjny lotnictwa III Rzeszy z okresu  II wojny światowej, uczestniczył m.in. w agresji na Polskę. 
1 Flota Powietrzna utworzona została 1 lutego 1939. W agresji na Polskę uczestniczyła od 1 września 1939. Przydzielona została do Grupy Armii Północ, a dowodził nią gen. Albert Kesselring. Działania bojowe prowadziła korzystając z lotnisk na Pomorzu Zachodnim i Prusach Wschodnich. W czasie bitwy o Anglię, razem z 4 Flotą Powietrzną strzegła wschodnich i południowych granic III Rzeszy. Od 22 czerwca 1941 uczestniczyła w ataku na Związek Radziecki. Dowodzona była przez generała pułkownika Alfreda Kellera, liczyła ponad 1000 samolotów i zgodnie z planem Barbarossa współdziałała z Grupą Armii Północ atakującą ZSRR z rejonu Prus Wschodnich w kierunku Leningradu.

## Dowódcy 1 Floty Powietrznej
- Albert Kesselring[1] (1 lutego 1939 – 11 stycznia 1940)
- Hans-Jürgen Stumpff (12 stycznia 1940 – 10 maja 1940)
- Wilhelm Wimmer (11 maja 1940 – 19 sierpnia 1940)
- Alfred Keller[4] (20 sierpnia 1940 – 12 czerwca 1943)
- Günther Korten (12 czerwca 1943 – 23 sierpnia 1943)
- Kurt Pflugbeil (24 sierpnia 1943 – 16 kwietnia 1945)

## Struktura organizacyjna
- Okręg Lotniczy I
- 1 Dywizja Lotnicza
- Okręg Lotniczy III
- 2 Dywizja Lotnicza
- Okręg Lotniczy IV[a][5]